# Shan Rahimkhan
Shan Rahimkhan (eigentlich Khashayar Rahimkhan; * 27. Oktober 1972 in Teheran) ist ein iranisch-deutscher Friseur.

## Familie
Shan Rahimkhan wurde 1972 als zweites Kind einer iranischen Lehrerin und eines iranischen Ingenieurs geboren. Ab dem 13. Lebensjahr lebte er zunächst bei seinem Onkel in Wien. In dieser Zeit nahm Rahimkhan die österreichische Staatsbürgerschaft an. Später zog er in ein Kolpinghaus.
Rahimkhan hat eine ältere Schwester und einen jüngeren Bruder. Er ist seit 2003 verheiratet. 2007 kam sein Sohn auf die Welt. Rahimkhan lebt seit 1995 in Berlin und besitzt mittlerweile die deutsche Staatsbürgerschaft.

## Leben
In Wien sollte Rahimkhan eigentlich Arzt werden, absolvierte dann jedoch 1988 eine Ausbildung zum Friseur und Perückenmacher. Anschließend arbeitete er im Friseursalon „Jacques Dessange“ in Wien. Mit 18 Jahren erhielt Rahimkhan seinen Gesellenbrief und arbeitete danach in verschiedenen Salons in New York City, Los Angeles, Paris und London. 1995 zog Shan Rahimkhan nach Berlin, wo er zunächst als Friseur bei Udo Walz tätig war.
1997 stieg er in den Friseursalon von Andreas Hagn ein, den Rahimkhan später selbständig weiter führte. 2005 eröffnete er am Gendarmenmarkt in Berlin einen eigenen Salon. 2010 gab Rahimkhan eine eigene Haircare-Serie heraus. Im November 2012 eröffnete Shan Rahimkhan eine Dependance am Kurfürstendamm. Rahimkhan beschäftigt in seinen Unternehmen 110 Personen.
Rahimkhan positioniert sich als Star-Friseur.
2023 durchlief das Unternehmen ein Insolvenzplanverfahren.